# Provincia de Mangystau
Mangystau (kazajo: Маңғыстау облысы, transilteración: Mañğıstaw Oblısı) es una de las diecisiete provincias que, junto con las tres ciudades independientes, conforman la República de Kazajistán. Su capital es Aktau (puerto del mar Caspio). Está ubicada en el extremo suroeste del país, limitando al norte con Atyrau, al noreste con Aktobé, al este con Uzbekistán, al sur con Turkmenistán y al este y noreste con el mar Caspio.

## Geografía
La provincia está situada en el sudoeste del país, e incluye la península de Mangyshlak. Tiene gran parte de la costa caspia de Kazajistán. En la era soviética se descubrieron yacimientos de petróleo, lo que favoreció que floreciera la industria en la zona.
Mangystau posee diversos paisajes y tierras desérticas, desde la depresión cáspica hasta las zonas montañosas. El punto más alto se encuentra en el monte Otpan (556 m) y el más bajo en la parte inferior de la trinchera de Karagiye (-132 m).

## Clima
Debido a su extenso territorio, la provincia tiene una gran variedad de condiciones climáticas. El invierno es muy frío en la meseta de Ustyurt, situada al norte. En conjunto el clima es continental con inviernos fríos y veranos suaves. La temperatura media en enero es de -3 °C; en julio de 26 °C. La precipitación media anual es de 150 mm.

## División administrativa

Límites y división administrativa de la provincia de Mangystau.

La provincia se divide en cinco distritos y las ciudades de Zhanaozen y Aktau.